# Église Saint-Alban de Copenhague
Pour les articles homonymes, voir Église Saint-Alban et Saint Alban.
L’église Saint-Alban de Copenhague se trouve dans le parc de Churchill, sur l'esplanade au nord-est du centre de Copenhague. Cette église anglicane fut construite en 1885 et consacrée en 1887. Sur le plan spirituel, elle est sous l'obédience de la reine Élisabeth II.
Il s'agit de la seule église anglicane au Danemark. La congrégation recense des fidèles originaires du monde entier, et accueille même les anglophones d'autres confessions chrétiennes.

## Traditions

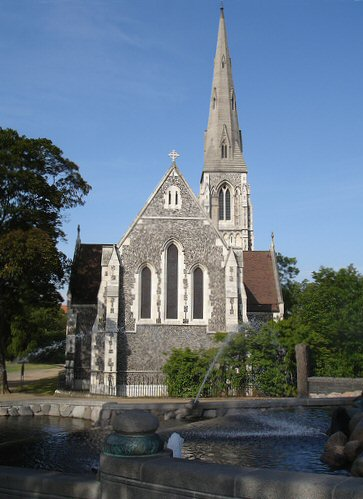
L'église Saint-Alban

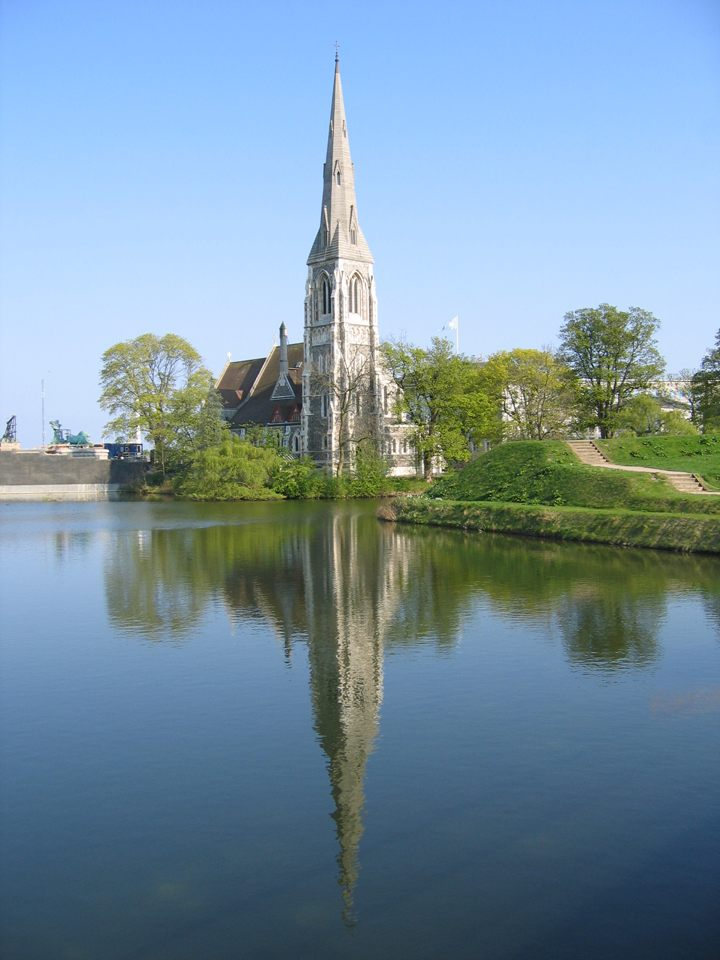
L'église Saint-Alban (vue du nord-ouest)

La tradition anglicane au sein de l’église Saint-Alban a quelques caractéristiques précises :
- c'est une église biblique qui croit que la Bible contient tout ce qui est nécessaire au salut.
- c'est une église sacramentale qui pratique le baptême et l'eucharistie.
- c'est une église anglicane traditionnelle, au sens qu'elle reconnaît les Bishops/Évêques comme étant les successeurs des apôtres.
- c'est une église pensante qui accepte les formules traditionnelles de l'Église comme base de la foi, mais qui essaye d'interpréter cela à chaque génération.

## Histoire
Elle reçut son nom du martyr anglais saint Alban, tué le 22 juin 303 et enterré à Ely dans le Cambridgeshire en Angleterre orientale.
Une loi de 1665 du roi Frederik III du Danemark interdit à toute église autre que luthérienne d'être implantée au Danemark.
Avec le temps, de plus en plus de tolérance a été accordée. La communauté anglicane œuvra pendant plus de 30 ans à sa construction.
Ce fut réalisé en partie grâce à l'intervention de la princesse danoise Alexandra, fille aînée de Christian IX de Danemark, qui était l'épouse du fils aîné de la reine Victoria du Royaume-Uni, le prince de Galles qui devint Édouard VII du Royaume-Uni.
Ce furent eux deux qui déposèrent la première pierre le 19 septembre 1885, avec d'autres notoriétés de l'Europe entière.

## Autres attractions proches
- La Petite Sirène
- Fontaine de Gefion
- Palais Amalienborg